# Liste der Monuments historiques in Nesmy
Die Liste der Monuments historiques in Nesmy führt die Monuments historiques in der französischen Gemeinde Nesmy auf.

## Liste der Bauwerke
| Bezeichnung | Beschreibung              | Standort | Kennzeichnung | Schutzstatus | Datum | Bild |
| ----------- | ------------------------- | -------- | ------------- | ------------ | ----- | ---- |
| Schloss     | Erbaut im 16. Jahrhundert | (Lage)   | PA85000034    | Inscrit      | 2008  |      |

## Liste der Objekte
- Monuments historiques (Objekte) in Nesmy in der Base Palissy des französischen Kultusministeriums